# Komprimované snímání
Komprimované snímání (anglicky compressed sensing nebo také compressive sampling) je metoda snímání a rekonstrukce signálu, která za předpokladu řídkosti signálu ve vhodné reprezentaci vede ke snížení počtu měření . Z pohledu matematiky se jedná o řešení nedourčené soustavy lineárních rovnic se snahou o nalezení řešení s co nejmenším počtem nenulových koeficientů.

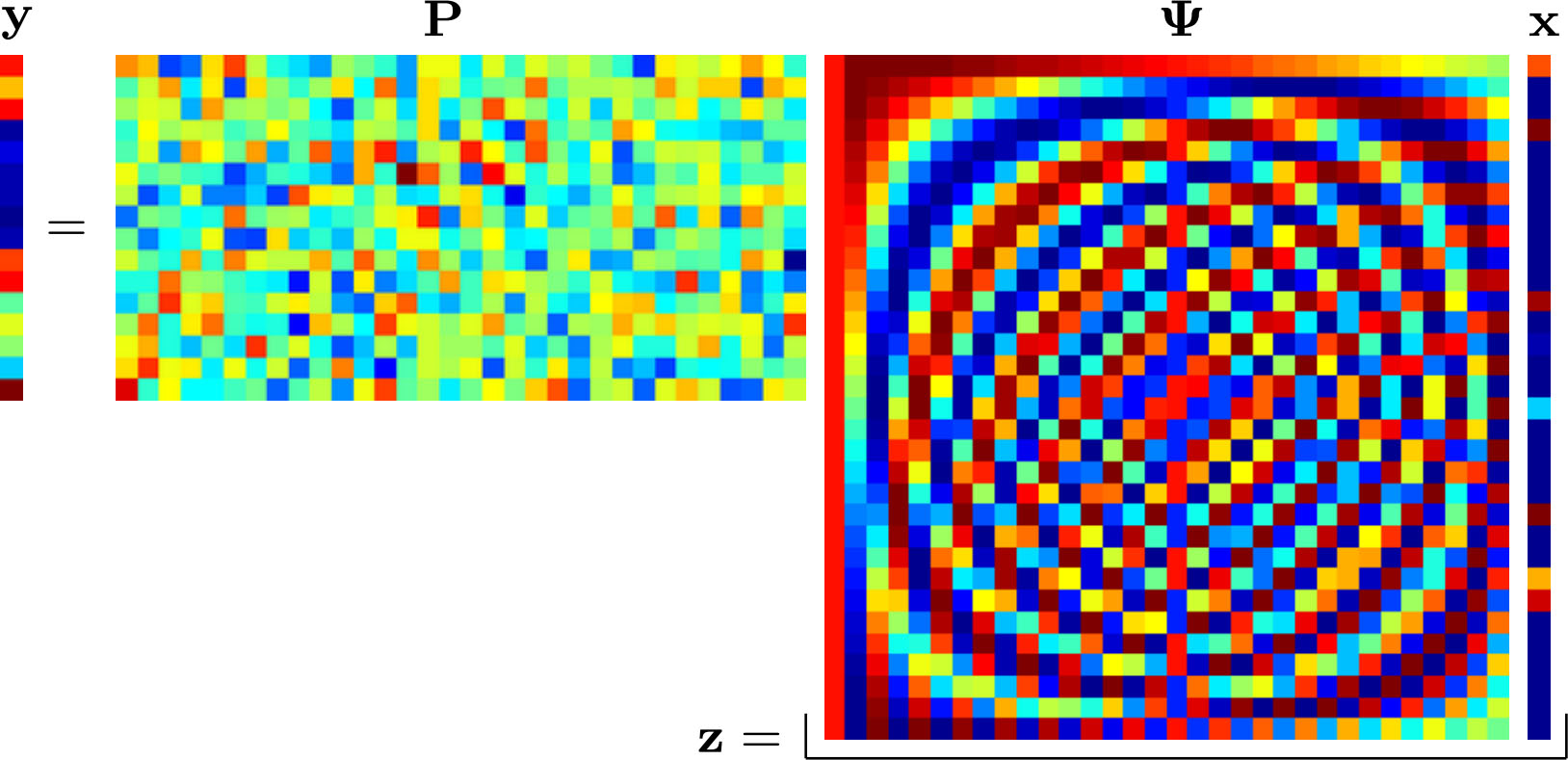
Schéma úlohy

Oproti obvyklému přístupu ke snímání dat, kdy nejprve musíme nasbírat veškerá data, poté provést vhodnou transformaci a následně zachovat jen ty koeficienty, které nesou dostatečné množství informace, při komprimovaném snímání stačí snímat signál pouze tolikrát, kolik je skutečně třeba pro následnou rekonstrukci (snímání a komprimace jsou tedy jediným nedělitelným procesem). Signál z předpokládáme řídký v nějakém slovníku (bázi či framu) Ψ (z = Ψx, x je řídké) a provedeme malý počet měření, které mají charakter lineárních kombinací složek signálu. Proces snímání lze tedy zapsat jako y = Pz = PΨx. Zde P je tzv. měřicí matice rozměru m×N, kde m ≪ N. Fáze rekonstrukce signálu je pak řešením problému:
{\displaystyle \min _{x}\|x\|_{0}\quad {\mbox{vzhledem k}}\quad y=P\Psi x.}
Tento problém je již nelineární a časově velmi náročný, dokonce NP-těžký , a proto jej nelze řešit přímo. Jednou z možností je nahradit {\displaystyle l_{0}}-normu nějakou jinou (např. {\displaystyle l_{1}}), takové metody se pak nazývají relaxační a patří mezi ně především Basis Pursuit (BP), Least Angle Regression homotopy method (LARS) a Iterative Reweighted Least Squares (IRLS). Druhou skupinu metod tvoří hladové (greedy) algoritmy, které iterativně aproximují signál hledáním nejvýznamnějších atomů ze slovníku. Výhodou těchto metod je nízká složitost, bohužel však není zaručeno dosažení globálního minima. Zástupci této kategorie jsou Matching Pursuit (MP), Orthogonal Matching Pursuit (OMP) a další modifikace. Mimo tyto dvě kategorie existují algoritmy hybridní, využívající rysy obou předchozích skupin (např. A*OMP) .
Aplikace komprimovaného snímání zahrnují zpracování obrazu (např. rychlé snímání v magnetické rezonanci   nebo tzv. jednopixelová kamera ), odšumování signálů (denoising), odstraňování rozmazání (deblurring), doplňování chybějící informace v signálu (inpainting) , nové metody radiolokace , optimalizace ekvalizace v bezdrátových OFDM kanálech , korekční kódování v komunikačních technologiích  nebo pokusy o konstrukci nových typů A/D převodníků .